# Balenă
Balenele sunt mamifere marine ce fac parte din subordinul Mysticeti al ordinului Cetacea. Balenele sunt totodată cele mai mari animale și cele mai mari mamifere din lume. Se vânează pentru carne, grăsime, fanoane și piele.
Balenele au apărut acum aproximativ 50 de milioane de ani. Strămoșii lor erau animale de uscat, care prin adaptarea treptată la mediul marin, au suferit pierderea perechii de picioare posterioare, crearea unei caudale, respectiv transformarea perechii de membre anterioare în înotătoare.
Balenele sunt animale blânde, inteligente, care se hrănesc cu microorganismele din ocean.

## Clasificarea balenelor
Balenele sunt grupate în 4 familii actuale, cu 11 specii, și o familie fosilă.

### Familia Balaenidae
Sunt balene netede; acestea cuprind următoarele specii:
1. Balaena mysticetus - balena de Groenlanda
2. Eubalaena australis - balenă sudică
3. Eubalaena glacialis - balenă nordică

### Familia Neobalaenidae
Sunt balene pigmeu și cuprind o singură specie:
1. Caperea marginata - balenă pigmeu

### Familia Eschrichtriidae
Sunt balene cenușii, cu specia:
1. Eschristius robustus - balenă cenușie

### Familia Balaenopteridae
Sunt balene brăzdate, cu următoarele specii:
1. Balaenoptera musculus - balenă albastră
2. Balaena physalus - balenă cu înotătoare
3. Balaena borealis
4. Balaena endeni - balena Bride
5. Megaptera novaeanglianae - balenă cu cocoașă

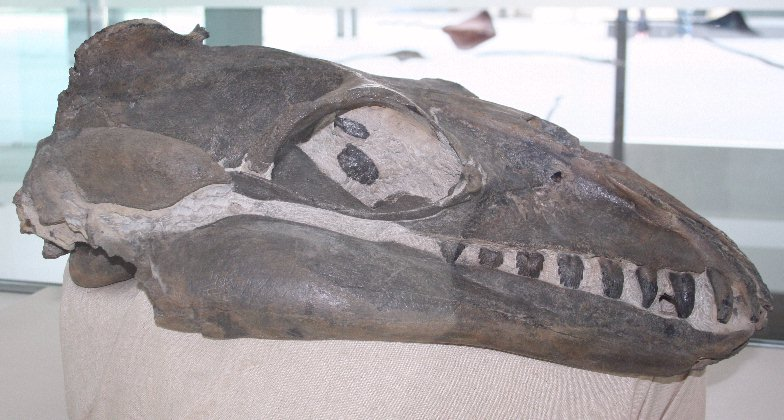
Fosilă de Janjucetus hunderi
- Muzeul Victoria din Melbourne -

6. Balaena acutorostrata

### Familia Janjucetidae
Este o familie fosilă de balene, care cuprinde strămoșii balenelor actuale. Are o singură specie cunoscută:
1. Janjucetus hunderi

## Particularități anatomice

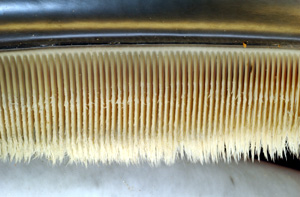
Fanoane

### Fanoanele
Balenele au dezvoltat în cursul evoluției lor niște formațiuni numite fanoane, care le permit să se hrănească cu plancton. Acestea se termină prin niște prelungiri în formă de perie, care funcționează ca o sită. Astfel din tonele de apă vehiculate prin gură, ele rețin doar planctonul. Diferite specii de balene și-au dezvoltat propriile tipuri de fanoane, astfel încât acestea să rețină componente diferite ale planctonului. Acesta este o modificare adaptativă care le permite să nu intre în competiție pentru sursele de hrană. Cataceele care au fanoane lungi și subțiri, ca de exemplu balena albastră, rețin din apă microcrustaceele. Balenele care se hrănesc mai mult la suprafața apei, au nevoie de fanoane mai mari. În aceasta categorie intră balena de Groenlanda și balena de Vizcaya. Capul balenei este foarte mare și puternic, pentru a putea suporta greutatea fanoanelor și volumul imens de apă care trebuie filtrat pentru a reține hrana.

## Fiziologie

### Nutriție
În ciuda dimensiunilor uriașe, balenele nu consumă foarte multă hrană. Datorită conformației corporale menite să economisească energia, ele nu au nevoie să mănânce cantități prea mari. Se hrănesc cu mici organisme și plancton. Aceasta este cea mai bogată sursă de hrană pentru aceste mamifere marine.

### Ciclu de reproducere
Odată la 2-3 ani balenele nasc pui vii pe care îi hrănesc cu lapte. În timpul nașterii, femela mamă este înconjurată de câteva moașe, care vor ajuta noul născut să se mențină la suprafață pentru a respira. Balena produce zilnic aproximativ 200-300 litri de lapte foarte gras. Puiul va suge lapte matern și are o rată de creștere foarte mare.

## Protecția speciilor de balene
Convenția Internațională privind Reglementarea Vânării Balenelor a fost adoptată la Washington, la 2 decembrie 1946 iar Protocolul la Convenția Internațională privind Reglementarea Vânării Balenelor a fost adoptat la Washington, la 19 noiembrie 1956.

Pe 12 noiembrie 2007, președintele României de atunci, Traian Băsescu a semnat decretul privind promulgarea Legii pentru aderarea Guvernului României la această convenție și la acest protocol.
Japonia este printre puținele state care nu recunosc și nu respectă convențiile internaționale cu privire la stoparea totală a vânării balenelor.